# Hajime Yoshikawa
Hajime Yoshikawa (jap. 吉川 元 Yoshikawa Hajime; * 28. September 1966 in Marugame, Präfektur Kagawa) ist ein japanischer Politiker (SPJ→SDP→KDP) und Abgeordneter im Shūgiin, dem Unterhaus des nationalen Parlaments, für den Verhältniswahlblock Kyūshū. Von 2018 bis 2020 war er Generalsekretär der SDP.

## Leben
Yoshikawa wurde am 28. September 1966 in Marugame in der Präfektur Kanagawa geboren und studierte bis 1990 an der wirtschaftswissenschaftlichen Fakultät der Universität Kōbe. Anschließend trat er der Sozialistischen Partei Japans (SPJ) bei und wurde Mitarbeiter beim Jugendverband der Partei (日本社会主義青年同盟, Nihon Shakaishugi Seinen Dōmei; etwa „Sozialistischer Jugendverband Japans“). An der Gründung der Demokratischen Partei 1996 beteiligte er sich nicht und schloss sich der Sozialdemokratischen Partei an, die aus der Umbenennung der SPJ entstanden war. Ab 2007 war Yoshikawa als Journalist der Parteizeitung Shakai Shinpō (社会新報) tätig und wurde 2008 Sekretär des SDP-Unterhausabgeordneten Yasumasa Shigeno.
In die aktive Politik wechselte er bei der Shūgiin-Wahl 2012, als er im Dezember des Jahres im 2. Wahlkreis der Präfektur Ōita als Nachfolger von Shigeno antrat. Zunächst hatte Yoshikawa seine Kandidatur aufgrund einer Lungenentzündung und eines ischämischen Schlaganfalls im November 2012 zurückgezogen, erklärte sich jedoch kurz darauf doch bereit. Während er im Wahlkreis klar dem LDP-Kandidaten Seishirō Etō unterlag (Etō 51,4 %; Yoshikawa 25,4 %), zog er mit einer sekihairitsu („Verlustquote“) von 49,4 % als einziger SDP-Kandidat landesweit über einen Verhältniswahlblock ins Unterhaus ein. Bei den Wahlen 2014 und 2017 wurde er erneut über die Verhältniswahl gewählt. Im Februar 2018 stieg er zum Generalsekretär der Partei auf, nachdem der bisherige Generalsekretär Seiji Mataichi zum Parteivorsitzenden ernannt worden war. Als sich Mataichi im Februar 2020 zurückzog und Mizuho Fukushima zur Vorsitzenden gewählt wurde, wurde Yoshikawa von Tadatomo Yoshida abgelöst und war gleichzeitig stellvertretender Parteivorsitzender, PARC-Vorsitzender und Vorsitzender des Komitees für Parlamentsangelegenheiten.
Im Dezember 2020 schloss sich Yoshikawa der „neuen“, vergrößerten KDP an. Für diese unterlag er bei der Shūgiin-Wahl 2021 bei der Mehrheitswahl Seishirō Etō um nur 654 Stimmen und gewann damit den zweiten der vier KDP-Verhältniswahlsitze in Kyūshū (Seiichi Suetsugu verzeichnete im Wahlkreis Nagasaki 4 eine noch knappere Mehrheitswahlniederlage). Bei der Wahl 2024, als Etō im Zuge des LDP-Kickbackskandals abgeschlagen nur rund 19 % der Stimmen erhielt, unterlag er dem unabhängig kandidierenden Ken Hirose, dem Sohn von Ōitas Ex-Gouverneur Katsusada Hirose, gewann aber wieder den zweiten KDP-Sitz in Kyūshū.